# Single numer jeden w roku 2014 (Węgry)
2014 – szesnasty rok, w którym było prowadzone zestawienie najlepiej sprzedających się singli na Węgrzech. Lista była tworzona na podstawie wyników sprzedaży nośników fizycznych oraz digital download.

## Historia notowania
| Data publikacji | Utwór                             | Wykonawca                                     | Źródło |
| --------------- | --------------------------------- | --------------------------------------------- | ------ |
| 30 grudnia      | „Hey Brother”                     | Avicii                                        | [ 2 ]  |
| 6 stycznia      | „Happy”                           | Pharrell Williams                             | [ 3 ]  |
| 13 stycznia     | „Happy”                           | Pharrell Williams                             | [ 4 ]  |
| 20 stycznia     | „Parfüm / Nouveau Parfum”         | Boggie                                        | [ 5 ]  |
| 27 stycznia     | „Happy”                           | Pharrell Williams                             | [ 6 ]  |
| 3 lutego        | „Happy”                           | Pharrell Williams                             | [ 7 ]  |
| 10 lutego       | „Happy”                           | Pharrell Williams                             | [ 8 ]  |
| 17 lutego       | „Happy”                           | Pharrell Williams                             | [ 9 ]  |
| 24 lutego       | „Happy”                           | Pharrell Williams                             | [ 10 ] |
| 3 marca         | „Happy”                           | Pharrell Williams                             | [ 11 ] |
| 10 marca        | „Happy”                           | Pharrell Williams                             | [ 12 ] |
| 17 marca        | „Happy”                           | Pharrell Williams                             | [ 13 ] |
| 24 marca        | „Happy”                           | Pharrell Williams                             | [ 14 ] |
| 31 marca        | „A legnagyobb hős”                | Honeybeast                                    | [ 15 ] |
| 7 kwietnia      | „Happy”                           | Pharrell Williams                             | [ 16 ] |
| 14 kwietnia     | „Happy”                           | Pharrell Williams                             | [ 17 ] |
| 21 kwietnia     | „Waves”                           | Mr. Probz                                     | [ 18 ] |
| 28 kwietnia     | „Waves”                           | Mr. Probz                                     | [ 19 ] |
| 5 maja          | „Running”                         | András Kállay-Saunders                        | [ 20 ] |
| 12 maja         | „Midnight”                        | Coldplay                                      | [ 21 ] |
| 19 maja         | „Egyszer”                         | Magdolna Rúzsa & Csík zenekar                 | [ 22 ] |
| 26 maja         | „Újrakezdhetnénk”                 | Ákos                                          | [ 23 ] |
| 2 czerwca       | „Újrakezdhetnénk”                 | Ákos                                          | [ 24 ] |
| 9 czerwca       | „We Are One (Ole Ola)”            | Pitbull feat. Jennifer Lopez & Claudia Leitte | [ 25 ] |
| 16 czerwca      | „We Are One (Ole Ola)”            | Pitbull feat. Jennifer Lopez & Claudia Leitte | [ 26 ] |
| 23 czerwca      | „A legnagyobb hős”                | Honeybeast                                    | [ 27 ] |
| 30 czerwca      | „A legnagyobb hős”                | Honeybeast                                    | [ 28 ] |
| 7 lipca         | „Prayer in C”                     | Lilly Wood & the Prick & Robin Schulz         | [ 29 ] |
| 14 lipca        | „Prayer in C”                     | Lilly Wood & the Prick & Robin Schulz         | [ 30 ] |
| 21 lipca        | „Prayer in C”                     | Lilly Wood & the Prick & Robin Schulz         | [ 31 ] |
| 28 lipca        | „Prayer in C”                     | Lilly Wood & the Prick & Robin Schulz         | [ 32 ] |
| 4 sierpnia      | „Prayer in C”                     | Lilly Wood & the Prick & Robin Schulz         | [ 33 ] |
| 11 sierpnia     | „Prayer in C”                     | Lilly Wood & the Prick & Robin Schulz         | [ 34 ] |
| 18 sierpnia     | „Prayer in C”                     | Lilly Wood & the Prick & Robin Schulz         | [ 35 ] |
| 25 sierpnia     | „Prayer in C”                     | Lilly Wood & the Prick & Robin Schulz         | [ 36 ] |
| 1 września      | „Prayer in C”                     | Lilly Wood & the Prick & Robin Schulz         | [ 37 ] |
| 8 września      | „Prayer in C”                     | Lilly Wood & the Prick & Robin Schulz         | [ 38 ] |
| 15 września     | „Hétköznapi hősök”                | Punnany Massif                                | [ 39 ] |
| 22 września     | „Igazán”                          | Ákos                                          | [ 40 ] |
| 29 września     | „Prayer in C”                     | Lilly Wood & the Prick & Robin Schulz         | [ 41 ] |
| 6 października  | „Prayer in C”                     | Lilly Wood & the Prick & Robin Schulz         | [ 42 ] |
| 13 października | „Valami van a levegőben”          | Halott Pénz                                   | [ 43 ] |
| 20 października | „Prayer in C”                     | Lilly Wood & the Prick & Robin Schulz         | [ 44 ] |
| 27 października | „Prayer in C”                     | Lilly Wood & the Prick & Robin Schulz         | [ 45 ] |
| 3 listopada     | „Sorry”                           | The Biebers                                   | [ 46 ] |
| 10 listopada    | „All About That Bass”             | Meghan Trainor                                | [ 47 ] |
| 17 listopada    | „Do They Know It’s Christmas?”    | Band Aid 40                                   | [ 48 ] |
| 24 listopada    | „The Hanging Tree”                | James Newton Howard                           | [ 49 ] |
| 1 grudnia       | „Légypapír”                       | GRB                                           | [ 50 ] |
| 8 grudnia       | „Légypapír”                       | GRB                                           | [ 51 ] |
| 15 grudnia      | „Outside”                         | Calvin Harris feat. Ellie Goulding            | [ 52 ] |
| 22 grudnia      | „All I Want for Christmas Is You” | Mariah Carey                                  | [ 53 ] |